# Завади-Влосцянські
Завади-Влосцянські (пол. Zawady Włościańskie) — село в Польщі, у гміні Ґолимін-Осьродек Цехановського повіту Мазовецького воєводства.
Населення — 59 осіб (2011).
У 1975-1998 роках село належало до Цехановського воєводства.

## Демографія
Демографічна структура станом на 31 березня 2011 року:
|          | Загалом | Допрацездатний вік | Працездатний вік | Постпрацездатний вік |
| -------- | ------- | ------------------ | ---------------- | -------------------- |
| Чоловіки | 32      | 7                  | 24               | 1                    |
| Жінки    | 27      | 5                  | 20               | 2                    |
| Разом    | 59      | 12                 | 44               | 3                    |